# Glynis Johns
Glynis Johns (født 5. oktober 1923, død 4. januar 2024 i Los Angeles) var en walisisk skuespiller og sanger. Hun var også en habil pianist.
Hendes mor var pianist og hendes far var skuespilleren Mervyn Johns. Hun scenedebuterede i 1935 og filmdebuterede i 1938.
Hun udviklede sig fra skolepigeroller til en dreven komiker. Et af hendes "karakteristika" var hendes hæse stemme. En af hendes mest berømte roller var som havfrue i filmen Miranda på krogen fra 1948.
Johns spillede hovedrollen i musicalen A Little Night Music på Broadway i 1973, hvor hun lancerede den berømte melodi Send in the Clowns. Stephen Sondheim skrev melodien specielt til hende og kommenterede, at hun havde en smuk stemme, men begrænset evne til at holde toner ud. Andre sangere som bl.a. Judy Collins og Frank Sinatra havde senere stor succes med melodien.